# Кокилашвили, Вахтанг Михайлович
Вахтанг Кокилашвили (груз. კოკილაშვილი, ვახტანგ; 1 мая 1938 — 17 мая 2022) — советский и грузинский математик, доктор физико-математических наук, профессор, академик Академии наук Грузии (2013; член-корреспондент с 1997).
Академик-секретарь Отделения математики и физики Национальной академии наук Грузии (2014—2019). Лауреат Премии А. Размадзе АН Грузинской ССР (1985).

## Биография
Родился 1 мая 1938 года в Тбилиси, Грузинской ССР.
С 1954 по 1959 год обучался на физико-математическом факультете Тбилисского государственного университета. С 1959 по 1962 год обучался в аспирантуре Математического института имени А. Размадзе АН Грузинской ССР.
С 1963 года на научной работе в Математическом институте имени А. Размадзе АН Грузинской ССР — НАН Грузии в должностях: научного сотрудника, с 1966 по 1986 год — старшего научного сотрудника, с 1986 по 2001 год — ведущего научного сотрудника и одновременно с 1989 по 2006 год — заместителем директора этого института и с 1990 года — заведующий отделом комплексного математического анализа и одновременно с 2001 года — главный исследователь этого института.
Одновременно с научной занимался и педагогической работой с 1966 по 2005 год в Тбилисском государственном университете в качестве доцента и профессора.
С 1995 года — почётный профессор International Black Sea University и с 1996 по 2006 год профессор Сухумского филиала Тбилисского государственного университета. С 2006 по 2009 год — почётный профессор Telavi Iakob Gogebashvili State University. С 2014 по 2019 год — академик-секретарь Отделения математики и физики Национальной академии наук Грузии.

### Научно-педагогическая деятельность и вклад в науку
Основная научно-педагогическая деятельность В. Кокилашвили была связана с вопросами в области математики, в том числе уравнений в частных производных, функционального и математического анализа. Занимался исследованиями в области теории экстраполяции и интерполяции операторов, компактности и ограниченности для полилинейных интегральных операторов, изучение теория весов и её приложения, проблем ограниченности в новых банаховых нестандартных функциональных пространств и анализа метрических пространств
В 1963 году защитил кандидатскую диссертацию по теме: «Некоторые классы периодических функций и коэффициенты Фурье», в 1981 году защитил докторскую диссертацию на соискание учёной степени доктор физико-математических наук по теме: «Сингулярные интегралы и теоремы вложения в весовых функциональных пространствах : граничные свойства функций». В 1989 году ему присвоено учёное звание профессор. В 1997 году был избран член-корреспондентом, в 2013 году — действительным членом НАН Грузии. В. Кокилашвили было написано более двухсот пятидесяти научных работ, в том числе девятнадцать монографий.

## Награды
- Премия А. Размадзе АН Грузинской ССР (1985)

## Основные труды
- Некоторые классы периодических функций и коэффициенты Фурье. — Тбилиси, 1962. — 84 с.
- О некоторых интегральных операторах в весовых пространствах. — Новосибирск : ИМ, 1979. — 20 с.
- Сингулярные интегралы и теоремы вложения в весовых функциональных пространствах : граничные свойства функций. — Тбилиси, 1980. — 300 с.
- Максимальные функции и сингулярные интегралы в весовых функциональных пространствах / В. М. Кокилашвили. — Тбилиси : Мецниереба, 1985. — 114 с[4]